# Dance in the Dark
Dance in the Dark – utwór muzyczny amerykańskiej piosenkarki i autorki tekstów Lady Gagi pochodzący z jej czwartej EPki The Fame Monster. Piosenka przedstawia strach piosenkarki przed samą sobą. Według piosenkarki, utwór jest o dziewczynie, która uprawia seks tylko przy zgaszonych światłach, bo wstydzi się swojego ciała. Piosenkarka przyznała, że utwór nie jest o wolności, a raczej o tym, że ona rozumie to co czują inni. Piosenka została wydana w charakterze singla radiowego w Australii i Francji w 2010 roku.
„Dance in the Dark” jest europopowym utworem, utrzymanym w stylu retro, który był inspirowany muzyką new wave lat 70. XX wieku. Piosenka zawiera mówiony segment, w którym Gaga wymienia imienia zmarłych tragicznie celebrytów. Piosenka otrzymała pozytywne recenzje krytyków. Utwór dotarł do pierwszej dziesiątki w Polsce, Czechach i na Węgrzech. W Wielkiej Brytanii piosenka uplasowała się na 89. miejscu, a w Stanach na 122. Singel został nominowany do Nagrody Grammy 2011 w kategorii Best Dance Recording, lecz statuetkę otrzymała Rihanna za „Only Girl (In the World)”.

## Pisanie i wydanie
Gaga w wywiadzie dla „Los Angeles Times” powiedziała, że inspiracją dla „Dance in the Dark” jest intymne doświadczenie dwójki ludzi w sypialni, strach przed Potworem Seksu. Według jej, utwór jest o dziewczynie, która woli uprawiać seks przy zgaszonych światłach, bo wstydzi się swojego ciała; „Ona nie chce, żeby mężczyzna widział ją nago. Ona będzie wolna i uwolni swoje zwierzęce instynkty, ale tylko gdy światła są zgaszone.” Piosenkarka również dodała, że ona również zmagała się z wyobrażeniem własnego ciała.

Wszystkie te nowe rzeczy, które pojawiają się w moim życiu, zmieniają to jak postrzegam moje przeznaczenie, ale «Dance in the Dark» jest szczególnie o tym, że chcę żyć – ale też piosenka nie jest nazwana «Dance in the Light». Nie jestem gospelową piosenkarką, która próbuje połączyć ludzi. Ja mówię, że «Ja Cię rozumiem, czuję się tak samo i to jest ok. » (…) Oni śpiewają «Dance in the Dark», ale oni tańczą i są wolni, oni pozwalają temu uczuciu odejść. Ale piosenki nie są o wolności, one są o tym, że ich rozumiem. Czuję to co Ty czujesz.

Według MTV, „Dance in the Dark” miało być oryginalnie wydane po „Telephone”, lecz z powodu niezgodności między Gagą a jej wytwórnią, „Alejandro” zostało wydane w zamian. Utwór wcześniej został wydany jako singel promocyjny minialbumu w Belgii 9 listopada 2009 roku, a później wydano go w formacie contemporary hit radio najpierw w Australii 26 lipca 2010 roku, a później we Francji 25 sierpnia.

## Wystąpienia na żywo

Lady Gaga wykonująca utwór „Dance in the Dark” podczas trasy koncertowej The Monster Ball Tour. (kwiecień 2010)

Gaga śpiewała „Dance in the Dark” jako piosenkę otwierającą jej koncerty w trasie The Monster Ball Tour. Przedstawienie piosenki zaczynało się tym, że Gaga stała za wielkim ekranem, na którym leciał film. Piosenkarka miała na sobie srebrny kombinezon oraz maskę. Jane Stevenson z gazety Toronto Sun uznała, że podczas wykonywania tej piosenki na scenie nie było Gagi, dopóki nie rozpoczęła się następna piosenka.
Gaga wykonała „Dance in the Dark”, wraz z „Telephone”, podczas BRIT Awards 16 lutego 2010. Wystąpienie było inspirowane śmiercią znajomego Gagi, projektanta mody Alexandra McQueena. Początkowo Gaga planowała wykonać przedstawienie w inny sposób, lecz przed samym wystąpieniem zmieniła koncepcję, by oddać hołd McQueenowi. Dlatego postanowiła zagrać akustyczną wersję „Telephone” oraz remiks „Dance in the Dark”, stworzony przez Jeppe Laurens. Przed zagraniem piosenek, Gaga siedziała przy pianinie i powiedziała, że „to jest dla Alexandra McQueena”. Wystąpienie nie było tak energiczne jak inne, które piosenkarka robiła w tamtym czasie. Scena była biała, piosenkarka nosiła maskę stworzoną przez Phillipa Treacy’ego, a na scenie była rzeźba piosenkarki, wyrzeźbiona przez Nicka Knighta. Gaga zaśpiewała „Dance in the Dark” 16 listopada 2014, podczas trasy koncertowej artRave: The Artpop Ball, w Glasgow. Od grudnia 2018 do lutego 2020 Gaga wykonywała ten utwór na jej rezydenturze w Las Vegas o nazwie Lady Gaga Enigma.

## Lista utworów
| Digital download | Digital download    | Digital download |
| Nr               | Tytuł utworu        | Długość          |
| ---------------- | ------------------- | ---------------- |
| 1.               | „Dance in the Dark” | 4:49             |
|                  |                     | 4:49             |

## Personel
- Lady Gaga – główny wokal, produkcja, kompozycja, aranżacja
- Fernando Garibay – kompozycja, produkcja, instrumenty muzyczne, programowanie, aranżacja
- Jonas Wetling – nagrywanie, inżynieria dźwięku
- Dan Parry – nagrywanie, inżynieria dźwięku
- Christian Delano – nagrywanie, inżynieria dźwięku
- Robert Orton – miksowanie
- Gene Grimaldi – mastering

## Notowania
| Terytorium        | Notowanie (2009-11)            | Najwyższa pozycja | Przypis |
| ----------------- | ------------------------------ | ----------------- | ------- |
| Australia         | Top 50 Singles                 | 24                | [ 17 ]  |
| Belgia            | Ultratop 50 Flanders           | 33                | [ 18 ]  |
| Belgia            | Ultratop 50 Wallonia           | 48                | [ 19 ]  |
| Czechy            | Rádio Top 100                  | 10                | [ 20 ]  |
| Francja           | Download Single Top 50         | 30                | [ 21 ]  |
| Kanada            | Canadian Hot 100               | 88                | [ 22 ]  |
| Polska            | Top Dyskoteki                  | 38                | [ 23 ]  |
| Polska            | AirPlay – Nowości              | 2                 | [ 24 ]  |
| Stany Zjednoczone | Bubbling Under Hot 100         | 22                | [ 25 ]  |
| Stany Zjednoczone | Dance/Electronic Digital Songs | 9                 | [ 26 ]  |
| Szkocja           | Scottish Singles Chart         | 65                | [ 27 ]  |
| Ukraina           | Top Radio Hits                 | 49                | [ 28 ]  |
| Węgry             | Single Top 40                  | 9                 | [ 29 ]  |
| Wielka Brytania   | UK Singles Chart               | 89                | [ 30 ]  |

| Terytorium | Notowanie (2011)              | Pozycja | Przypis |
| ---------- | ----------------------------- | ------- | ------- |
| Ukraina    | Top City & Country Radio Hits | 172     | [ 31 ]  |

## Historia wydania
| Obszar    | Data             | Format                 | Wytwórnia  | Przypis |
| --------- | ---------------- | ---------------------- | ---------- | ------- |
| Belgia    | 9 listopada 2009 | digital download       | Interscope | [ 5 ]   |
| Australia | 26 lipca 2010    | contemporary hit radio | Interscope | [ 6 ]   |
| Francja   | 25 sierpnia 2010 | contemporary hit radio | Universal  | [ 7 ]   |